# Viviane Reding
Viviane Reding  (n. 27 aprilie 1951, Esch-sur-Alzette, Esch-sur-Alzette, Luxemburg) este o politiciană luxemburgheză, membră a Partidului Popular Creștin-Social de orientare centru-dreapta. Din anul 2010 până în 2014 a fost comisar european pentru justiție în Comisia Barroso și totodată vicepreședintă a Comisiei Europene.

## Studii și carieră
A studiat antropologia la Paris până în 1978. A activat apoi profesional ca jurnalistă, între 1986-1998 fiind și președinta Uniunii Luxemburgheze a Jurnaliștilor. Este divorțată și are 2 copii.

## Carieră politică
Reding a intrat în politică în anul 1978, în 1979 a fost aleasă în Parlamentul Luxemburgului. Apoi a ajuns în Parlamentul UE.

## Critici la adresa guvernului Ponta
Viviane Reding a luat poziție critică față de venirea în 2012 la putere la București a coaliției USL formată de social-democrații lui Victor Ponta cu național-liberalii lui Crin Antonescu, care a inițiat apoi în Parlament procedura (a 2-a) de suspendare în vederea demiterii președintelui Traian Băsescu. Deși schimbarea de guvern de la București s-a făcut (ca și suspendarea) conform Constituției, Reding a afirmat că Guvernul Ponta ar fi venit la putere în locul guvernului de centru-dreapta (Ungureanu) printr-un fel de puci, deci nedemocratic. În replică, prim-ministrul român Victor Ponta a declarat că Reding face comentarii de pe o poziție "politică", care pot fi considerate campanie electorală, și el dorește în consecință să poarte eventual dialog la Comisia Europeană cu președintele ei, José Manuel Barroso și nu cu Viviane Reding.

## Extinderea Spațiului Schengen în România și Bulgaria
Reding a abordat subiectul extinderii în mod repetat prin atitudine dezaprobatoare. În discursul său politic pe această temă, luxemburgheza apreciază ca insuficientă reformarea justiției la București pentru ca România să fie acceptată în Spațiul Schengen, poziție ce contrastează cu cele ale altor responsabili (superiori) ai instituției UE, Barroso sau Schulz care au declarat că România și Bulgaria îndeplinesc criteriile de accepție în "Schengen".